# Willy Mishiki Buhini
Willy Mishiki Buhini, né le 23 juillet 1963 à Goma, est un homme politique de la république démocratique du Congo, député national représentant la circonscription de Walikale depuis 2024. Il est aussi chef coutumier du territoire de Walikale.

## Biographie
Willy Mishiki Buhini est né le 23 juillet 1963 à Goma dans la province du Nord-Kivu, en république démocratique du Congo (RDC).
Il est chef coutumier du territoire de Walikale

## Carrière politique
Willy Mishiki Buhini commence sa carrière politique en rejoignant plusieurs partis congolais, notamment l'Alliance et Action pour l'État de Droit, l'Action pour l'Unité nationale, l'Alliance des Mouvements de Solidarité pour le Changement et le Parti lumumbiste.
Mishiki est vice-ministre des Énergies et des Ressources hydrauliques dans le gouvernement Badibanga entre le 19 décembre 2016 et le 9 mai 2017. Il est alors président de l'UNANA, l'Union nationale des nationalistes.
Il est élu député national en 2023, représentant la circonscription de Walikale, située dans la province du Nord-Kivu, au cœur du Grand Kivu.
En tant que député, il est impliqué dans la commission Environnement, Tourisme, Ressources naturelles et Développement durable. Son mandat débute le 12 février 2024 et doit se poursuivre jusqu'au 15 décembre 2028.
- Membre co-fondateur de l’Union sacrée de la nation
- Membre de la Conférence des Présidents de l’AUN.
- Membre de la Conférence des Présidents de l’AFDC-A
- Membre de la Conférence des Présidents de la coalition Lamuka
- Membre du Conseil des Sages du Rassemblement des Forces Politiques et Sociales Acquises aux Changements de l’Opposition (depuis juin 2016)
- Coordonnateur de la Coalition UNANA/MAIMAI et Alliés (CUMA) avec 11 partis politiques et associations (depuis 2004)
- Secrétaire général adjoint de l’UDPS chargé des questions politiques, juridiques et administratives (1986-1990)
- Président fédéral de l’UDPS/Nord-Kivu (1984-1986)
- Directeur de campagne de Jean-Pierre Bemba à l'élection présidentielle de 2006
- Coordonnateur adjoint de l'Union pour la Nation (UN) de 2006-2008
- Ambassadeur de l’ONU chargé des énergies renouvelables en Afrique
- Vice-Ministre national à l’Agriculture et au Développement Rural (1995-1998)
- Conseiller principal à l’Énergie et aux Hydrocarbures à la Primature (1993-1995)
- Conseiller principal au UN-G77 des chambres du commerce et d’industrie des Pays en voie de développement à New-York (1998-2001)
- Président directeur général d’Ammaury international (2001-2004)